# Goldgasse (Hallein)
Die Goldgasse ist eine schmale Gasse in der Altstadt von Hallein, die ihren Anfang bei der Oberhofgasse hat und über den Kothbach in südliche Richtung führt, wo sie sich zur Augustinergasse und zum Edmund-Molnar-Platz hin teilt. 

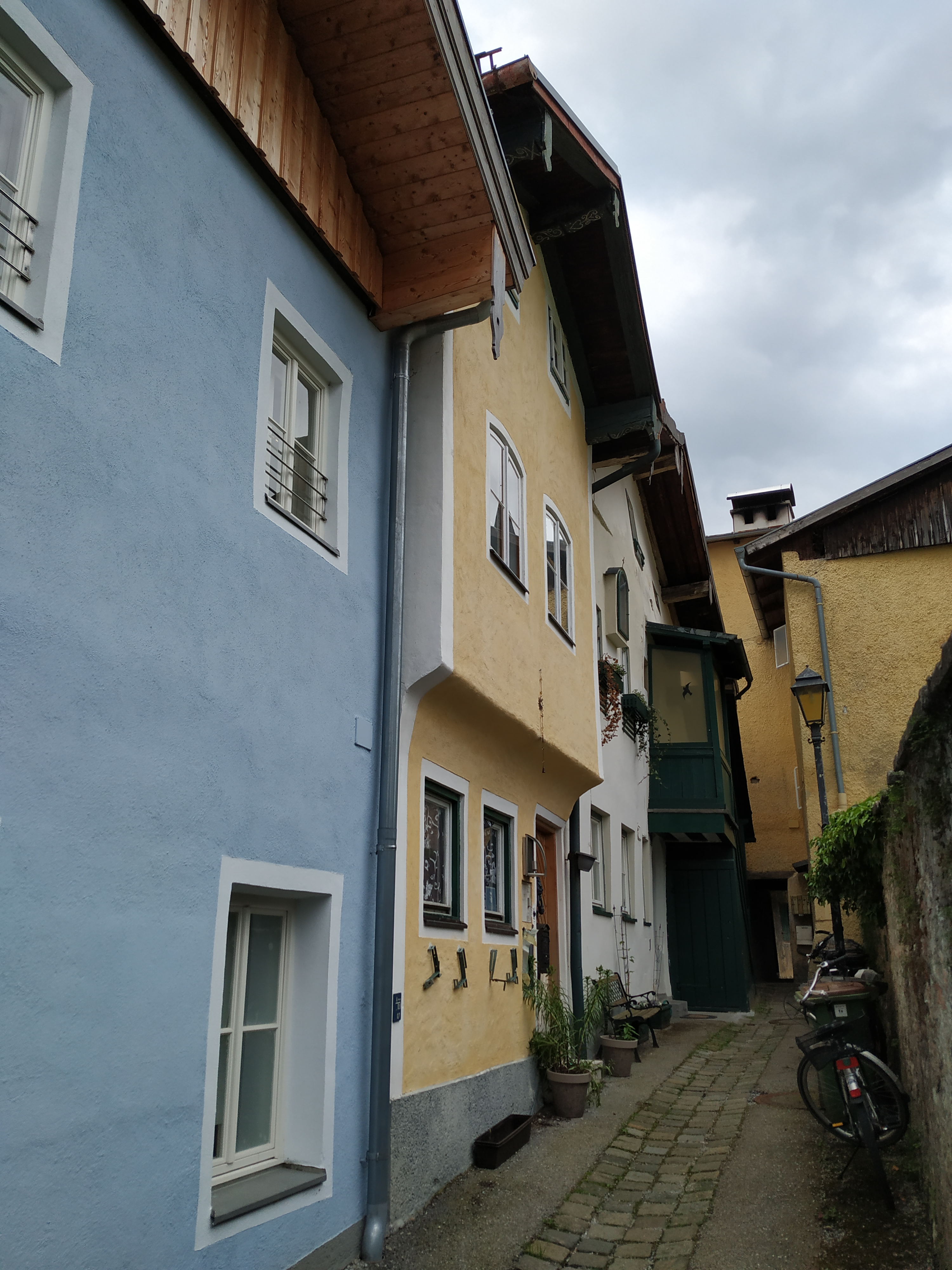
Goldgasse Hallein

## Geschichte
Sie ist eine der ältesten Gassen in Hallein, da sie im Kernbereich des erstmals 1198 urkundlich erwähnten Siedlungsbereiches „muelpach“ liegt, einem Ort im Bereich einer aufgegebenen keltischen Talsiedlung.  
Eine Namensableitung vom Edelmetall scheint falsch zu sein, da kein Gewerbe im Zusammenhang mit Gold nachweisbar ist, vielmehr kann vermutet werden, dass es sich um eine Sprachverschiebung vom Wort collata handeln könnte. Damit wurde die Bezahlung von Schutzgeld oder Steuer für neu angesiedelte Menschen in der Stadt bezeichnet. Bei Ziller wird die Goldgasse als Zufluchtsstätte der neu Zugewanderten beschrieben.